# Jacqueline Susann
Jacqueline Susann (Filadelfia, 20 agosto 1918 – New York, 21 settembre 1974) è stata una scrittrice e attrice statunitense.
La sua opera di maggior successo è il romanzo La valle delle bambole, dalla quale sono stati tratti anche un film e una serie televisiva.

## Biografia

### Gioventù
Nonostante avesse ottenuto 140 punti nel test di misurazione del quoziente intellettivo, a scuola Susann dimostrò d'essere una studentessa pigra. Dopo aver conseguito la laurea, la madre voleva che cominciasse ad insegnare, ma lei si trasferì a New York per realizzare il suo sogno di diventare attrice, iniziando a ottenere alcune piccole parti in film commerciali.
Il 2 aprile 1939 sposò l'agente pubblicitario Irving Mansfield e iniziò a trovare lavori migliori. Le venne affidato l'incarico di cronista e presto divenne una collaboratrice fissa del "The Morey Amsterdam Show". Successivamente fece un'apparizione al Teatro di Broadway nello spettacolo A Lady Says Yes con Carole Landis e Jack Albertson. L'anno seguente scrisse l'opera Lovely Me che non ebbe successo e a ciò fecero seguito una serie di tensioni familiari e personali.
Subito dopo l'arruolamento di Irving nell'esercito statunitense nel 1943, la Susann gli scrisse una lettera e la lesse agli attori del cast di Lovely Me. Il loro unico figlio, Guy, affetto da autismo, venne ricoverato in un istituto assistenziale e la Susann, non volendo condividere i suoi problemi con gli amici, era solita dire che il figlio era stato mandato in un collegio, oppure inventava altre scuse per giustificare la sua assenza. Quando più tardi riuscì ad affrontare la realtà di tale disturbo, la scrittrice finì per affidarsi unicamente al marito, escludendo dal problema tutti gli altri, persino la madre.
Nel 1955 prese con sé la cagnolina Josephine ed ottenne un contratto come telecronista di moda per Schiffli Lace su Night Time, New York, in onda tutte le notti della settimana dall'una alle sette del mattino. Scrisse, produsse e prese parte a due blocchi in diretta ogni notte e continuò a lavorare come "Schiffli Girl" sino al 1961.

### La valle delle bambole
Inizialmente la Susann decise di cimentarsi con un'opera di denuncia sull'uso delle droghe nel mondo dello spettacolo intitolata The Pink Dolls ma finì poi invece per scrivere "Every Night, Josephine!", il suo primo romanzo di successo, basato sulle esperienze della sua cagnolina a cui di tanto in tanto faceva indossare completini che ben si intonavano ai suoi vestiti. Considerato dai più come una novità, il libro vendette abbastanza da consentirle di pubblicare la sua seconda opera letteraria, La valle delle bambole (Valley of the Dolls).
Il libro ottenne un successo immediato e duraturo nel tempo, infrangendo molti record di vendita e giungendo ad una tiratura di 30 milioni circa di copie, tale da farlo ritenere il miglior best seller di sempre. Dal punto di vista culturale è divenuta una pietra di paragone: sebbene alcuni considerassero il modo di scrivere della Susann grossolano, altisonante e sfrontato e l'argomento trattato inappropriato (critica condivisa peraltro dalla stessa autrice), il libro raggiunse un altissimo numero di vendite proprio grazie allo stile da soap-opera misto a personaggi baldanzosi e non tradizionali, quali una modella, una cantante e un'attrice strepitosa. Una tale popolarità scaturirebbe anche dal fatto che si tratta di un roman á clef, dal momento che il personaggio di Neely O'Hara potrebbe essere stato vagamente ispirato da Judy Garland, mentre quello della leggendaria Helen Lawson da Ethel Merman e quello della stellina Jennifer North da Carole Landis. Nella trasposizione cinematografica la Susann interpretò il ruolo di una reporter sulla scena del suicidio di Jennifer.
Una volta ottenuta la notorietà, Mansfield si dedicò alla Susann a tempo pieno, sostenendola ed assistendola in qualità d'agente. La scrittrice continuò a pubblicare romanzi, simili a "La valle delle bambole", e divenne ospite fissa in televisione, soprattutto nei talk show, facendosi notare per la sua battuta sempre pronta. Tuttavia non tutti furono suoi fan: Truman Capote, di per sé un'istituzione dei talk show e una figura controversa, originò una tempesta mediatica quando apparve al The Tonight Show e disse a Johnny Carson che la Susann sembrava un "camionista travestito", salvo poi scusarsi con la categoria dei camionisti e suscitare la reazione infastidita della Susann.

### Gli ultimi anni
Per tutta la vita la Susann ebbe parecchi problemi di salute e dovette lottare contro il cancro. Nel 1962 le venne diagnosticato un tumore al seno e si sottopose alla mastectomia. Nel gennaio 1973, la ricomparsa del cancro la sconvolse, ma ella fu risoluta nel portare a termine il suo ultimo romanzo, Once Is Not Enough (Una volta non basta) che, al pari dei libri precedenti, conobbe un enorme successo, ma la Susann era ormai troppo malata e indebolita dalla chemioterapia per intraprendere il consueto giro promozionale dell'opera.
La salute della Susann velocemente si deteriorò. Quando venne ricoverata all'ospedale per l'ultima volta, rimase in coma per sette settimane prima di morire all'età di 56 anni. Le sue ultime parole al marito furono: "Tiriamoci fuori dall'inferno, tesoro!"
Alla fine degli anni settanta venne pubblicato postumo il suo romanzo fantascientifico Yargo. Scritto alla fine degli anni '50, questo romanzo si differenzia dagli altri lavori per il suo spirito alquanto radicale e bizzarro e venne probabilmente pubblicato solo in virtù del nutrito interesse nei confronti dell'autrice.
Nel 1996 è stata pubblicata Love Me, biografia su Jacqueline Susann ad opera di Barbara Seaman (fonte delle citazioni di questo articolo), dalla quale è stato tratto nel 2000 il film Isn't She Great con Bette Midler nei panni di Jacqueline e Nathan Lane nei panni di Irving. Marlo Thomas ha interpretato la parte di Susann nell'opera teatrale Paper Doll e F. Murray Abraham la parte di Mansfield. Michele Lee e Peter Riegert hanno interpretato la coppia nel film televisivo Scandalous Me: The Jacqueline Susann Story.
Il suo ultimo romanzo Dolores riprende velatamente la storia di Jacqueline Kennedy Onassis e fu pubblicato nel 1976. Una versione ridotta intitolata "Jackie by Jackie" venne pubblicata nel Ladies' Home Journal. Quando la malattia impedì alla Susann di scrivere, fu il suo caro amico Rex Reed a completare la sua ultima opera.

## Opere
- Every Night, Josephine! (1963)
- La valle delle bambole (Valley of the Dolls) (1966)
- La macchina dell'amore (The Love Machine) (1969)
- Una volta non basta (Once Is Not Enough) (1973)
- Dolores (Dolores) (1976)
- Yargo (Yargo) (1979) Pubblicazione postuma